# Потебенько Михайло Олексійович
Михайло Олексійович Потебенько (нар. 16 лютого 1937, с. Голінка, Дмитрівський район, Чернігівська область, Українська РСР, СРСР) — український політик та правознавець. Прокурор УРСР (02.1990-09.1991). Генеральний прокурор України (17.07.1998-30.04.2002). Народний депутат України 1-го та 4-го скликання.

## Біографія
Народився в селянській родині Олексія Потебенька, корінного мешканця козацького села Голінка, хоча сама родина Потебеньків некозацького походження. Згадки про предків Михайла Потебенька у селі Голінка з'являються у середині XIX ст. у зв'язку із справою звільнення з кріпацтва 1861 року Луки Потебеньки (до 1930-их років рід Михайла носив прізвище Потебенька, а не Потебенько). Дані про часи закріпачення предків Михайла відсутні, але це сталося не раніше 1785 року.
У ранньому віці переніс Голодомор 1946—1947. Закінчив Голінську середню школу 1955 року, якій вже у зрілому віці надавав технічну допомогу. Був відпущений із колгоспу й поступив на юридичний факультет Львівського університету.

### Кар'єра
- 1955-1960 — студент юридичного факультету Львівського державного університету імені І.Франка.
- 07.1960-01.1963 — слідчий прокуратури Новотроїцького р-ну Херсонської області.
- 01.1963-08.1963 — слідчий прокуратури Генічеського р-ну Херсонської області.
- 08.1963-1967 — старший слідчий прокуратури Херсонської області.
- 1967-1969 — прокурор, заступник начальника слідчого відділу прокуратури Херсонської області.
- 12.1969-08.1973 — інструктор відділу адмін. і торгово-фінансових органів Херсонського ОК КПУ.
- 08.1973-12.1975 — начальник відділу юстиції Херсонського облвиконкому.
- 12.1975-06.1978 — завідувач відділу адміністративних органів Херсонського ОК КПУ.
- 06.1978-05.1983 — прокурор Херсонської області.
- 05.1983-02.1987 — заступник Прокурора Української РСР — начальник слідчого управління.
- 02.1987-02.1990 — перший заступник Прокурора УРСР.
- 02.1990-09.1991 — Прокурор УРСР.
- 09.1991-10.1991 — начальник управління кадрів Прокуратури України.
- 10.1991-06.1992 — заступник прокурора Херсонської області.
- 05.1990-05.1994 — Народний депутат України 1-го скликання.
- 1992-1994 — член Комісії ВР України з питань законодавства і законності (на постійній основі).
- 1994-1996 — заступник Центрально-Українського транспортного прокурора.
- 1996-1997 — прокурор Київської області (всупереч Закону України «Про реабілітацію жертв політичних репресій на Україні» відмовляв у реабілітації репресованих осіб[1]).
- 10.1997-07.1998 — прокурор м. Києва.
- 17.07.1998-30.04.2002 — Генеральний прокурор України.
- 07.1998-07.2000 — член Координаційної ради з питань судово-правової реформи при Президентові України.
- 07.1998-11.2001 — член Комісії з доопрацювання та узгодження проектів Кримінального, Кримінально-процесуального та Кримінально-виконавчого кодексів України.
- 11.1998-07.2002 — член Вищої ради юстиції України.
- 05.2002-05.2006 — Народний депутат України 4-го скликання.

## Народний депутат України
Народний депутат України 12-го (1-го) скликання з 03.1990 р. (2-й тур) до 04.1994 р., Новобузький виборчий округ № 291, Миколаївська обл. Член Комісії у питаннях законодавства і законності. На час виборів: Прокуратура України, прокурор України, член КПРС.
З травня 2002 по травень 2006 — Народний депутат України 4-го скликання, обраний за списками Комуністичної партії України.
Діяльність позначена кількома переходами по фракціях:
- Фракція Комуністичної партії України (фракція комуністів) 15.05.2002 — 29.05.2002
- Група «Демократичні ініціативи» 12.07.2002 — 17.09.2003
- Група «Народовладдя» 23.10.2003 — 14.05.2004
- Група «Демократичні ініціативи Народовладдя» 14.05.2004 — 21.05.2004
- Група «Союз» 21.05.2004 — 31.05.2005
- Група «Демократична Україна» 02.06.2005 — 08.09.2005
- Фракція політичної партії «Вперед, Україно!» 08.09.2005 — 04.11.2005
- Група Народного блоку Литвина 04.11.2005 — 25.05.2006

## Звання та нагороди
- Орден князя Ярослава Мудрого III ст. (16 лютого 2007) — за визначний особистий внесок у розбудову правової держави, зміцнення законності та правопорядку, багаторічну сумлінну працю та з нагоди 70-річчя від дня народження[2]
- Орден князя Ярослава Мудрого IV ст. (5 липня 2002) — за значний особистий внесок у державне будівництво, зміцнення законності та правопорядку[3]
- Орден князя Ярослава Мудрого V ст. (22 серпня 2000) — за визначні особисті заслуги перед Українською державою в галузі державного будівництва, становлення і розвитку правової системи та прокурорського нагляду[4]
- Орден «Знак Пошани» (двічі)
- Заслужений юрист України (22 серпня 1996) — за значний особистий внесок у розвиток народного господарства України, високу професійну майстерність та з нагоди п'ятої річниці незалежності України[5]
- Відзнака Президента України — ювілейна медаль «20 років незалежності України» (8 жовтня 2011) — за вагомий особистий внесок у реалізацію державної правової політики, зміцнення законності та правопорядку, багаторічну самовіддану працю та високий професіоналізм[6]
- Нагороджений орденом Преподобного Нестора Літописця Московського патріархату, Орденським знаком «Слава на вірність Вітчизні» III ст., 6 медалями.
- Почесний професор Національного університету «Одеська юридична академія».

## Праці
Автор близько 40 наукових і науково-методичних праць, зокрема: «Прокуратура України: проблеми сьогодення і майбутнього» (1999), «Роки становлення і утвердження» (1999), «Правоохоронні органи зобов'язані твердо дотримуватися принципу законності і вимог Президента» (2000), «Пошук істини» (2000).